# Мерник
Ме́рник (мерничий, мерчий, геометр) — должностное лицо в Великом княжестве Литовском в XVI—XVIII века, занимавшееся межеванием и измерением земельных участков, член подкоморского суда. Распространение должности связано с проведением волочной померы — аграрной реформы, в которой мерникам принадлежала функция непосредственных исполнителей. В XVIII веке была введена должность генерального мерника, позже — мерника литовского.
Мерники назначались из представителей местной поветовой шляхты. Рабочими инструментами мерников были шнуры, жерди и металлические цепи. Большие расстояния измеряли с помощью астролябий.
После присоединения большей части Великого княжества Литовского к Российской империи функции мерников перешли к российским землемерам, мерники стали выполнять мелкие вспомогательные функции. Должность сохранялась вплоть до отмены действия третьего литовского Статута в 1840 году.